# 17700 Oleksiygolubov
17700 Oleksiygolubov è un asteroide della fascia principale. Scoperto nel 1997, presenta un'orbita caratterizzata da un semiasse maggiore pari a 2,3216779 au e da un'eccentricità di 0,1926218, inclinata di 8,48928° rispetto all'eclittica.